# Ponana cerosa
Ponana cerosa är en insektsart som beskrevs av Delong och Freytag 1967. Ponana cerosa ingår i släktet Ponana och familjen dvärgstritar. Inga underarter finns listade i Catalogue of Life.